# Carlos Salvador Estrada
Carlos Estrada (San Pablo, San Marcos, Guatemala; 12 de septiembre de 1997) es un jugador de fútbol que juega en el Club Deportivo Marquense  de la Liga Nacional de Guatemala.

## Trayectoria
Carlos Estrada hizo su debut en el club Deportivo Malacateco, se desempeña como defensa central, ha militado en Cremas B de la Primera División de Guatemala y en Deportivo Malacateco, Comunicaciones FC, Cobán Imperial de la Liga Nacional de Guatemala.

## Clubes
| Club                     | País      | Año       |
| ------------------------ | --------- | --------- |
| C. D. Malacateco         | Guatemala | 2012-2016 |
| Comunicaciones F. C.     | Guatemala | 2017-2019 |
| C. D. Cobán Imperial     | Guatemala | 2019-2020 |
| Comunicaciones F. C. "B" | Guatemala | 2020-2021 |
| C. S. D. Xelajú          | Guatemala | 2021-2022 |
| Al-Karkh S. C.           | Irak      | 2022-     |